# Sunderland Association Football Club 2023-2024
Questa voce raccoglie le informazioni riguardanti il Sunderland Association Football Club nelle competizioni ufficiali della stagione 2023-2024.

## Maglie e sponsor
| Casa | Trasferta | Terza maglia |

Sponsor ufficiale: SpreadEX
Fornitore tecnico: Nike

## Organico

### Rosa
| N. |                             | Ruolo | Calciatore        |
| -- | --------------------------- | ----- | ----------------- |
| 1  | Inghilterra (bandiera)      | P     | Anthony Patterson |
| 2  | Galles (bandiera)           | D     | Niall Huggins     |
| 3  | Inghilterra (bandiera)      | D     | Dennis Cirkin     |
| 4  | Irlanda del Nord (bandiera) | C     | Corry Evans       |
| 5  | Irlanda del Nord (bandiera) | D     | Daniel Ballard    |
| 6  | Francia (bandiera)          | D     | Timothée Pembélé  |
| 7  | Inghilterra (bandiera)      | C     | Jobe Bellingham   |
| 9  | Portogallo (bandiera)       | A     | Luís Semedo       |
| 10 | Inghilterra (bandiera)      | A     | Patrick Roberts   |
| 11 | Inghilterra (bandiera)      | A     | Mason Burstow     |
| 13 | Inghilterra (bandiera)      | C     | Luke O'Nien       |
| 15 | Ucraina (bandiera)          | A     | Nazarij Rusyn     |
| 17 | Francia (bandiera)          | C     | Abdoullah Ba      |
| 18 | Inghilterra (bandiera)      | C     | Ellis Taylor      |
| 19 | Costa Rica (bandiera)       | C     | Jewison Bennette  |

| N. |                             | Ruolo | Calciatore         |
| -- | --------------------------- | ----- | ------------------ |
| 21 | Inghilterra (bandiera)      | C     | Alex Pritchard     |
| 22 | Francia (bandiera)          | C     | Adil Aouchiche     |
| 23 | Paesi Bassi (bandiera)      | D     | Jenson Seelt       |
| 24 | Inghilterra (bandiera)      | C     | Dan Neil           |
| 25 | Australia (bandiera)        | D     | Nectarios Triantis |
| 27 | Inghilterra (bandiera)      | C     | Jay Matete         |
| 30 | Inghilterra (bandiera)      | P     | Nathan Bishop      |
| 31 | Inghilterra (bandiera)      | C     | Chris Rigg         |
| 32 | Irlanda del Nord (bandiera) | D     | Trai Hume          |
| 33 | Norvegia (bandiera)         | D     | Leo Fuhr Hjelde    |
| 42 | Inghilterra (bandiera)      | D     | Aji Alese          |
| 46 | Inghilterra (bandiera)      | C     | Bradley Dack       |
|    | Inghilterra (bandiera)      | C     | Jack Diamond       |
|    | Irlanda (bandiera)          | C     | Alan Browne        |
|    | Irlanda (bandiera)          | A     | Aaron Connolly     |